# Пайан
Пайан (порт. Paião)  —  район (фрегезия) в Португалии,  входит в округ Коимбра. Является составной частью муниципалитета  Фигейра-да-Фош. Находится в составе крупной городской агломерации Большая Коимбра. По старому административному делению входил в провинцию Бейра-Литорал. Входит в экономико-статистический  субрегион Байшу-Мондегу, который входит в Центральный регион. Население составляет 2796 человек на 2003 год. Занимает площадь 20,38 км².
Покровителем района считается Дева Мария (порт. Nossa Senhora do Ó). 